# Euphorbia etuberculosa
Euphorbia etuberculosa ist eine Pflanzenart aus der Gattung Wolfsmilch (Euphorbia) in der Familie der Wolfsmilchgewächse (Euphorbiaceae).

## Beschreibung
Die sukkulente Euphorbia etuberculosa bildet krautige Pflanzen mit einer Wuchshöhe von bis zu 30 Zentimeter aus. Der kleine, bis 5 Zentimeter hohe Stamm erreicht einen Durchmesser von 2,5 Zentimeter. Er ist mit hervortretenden und in Feldern aufgeteilte Blattnarben besetzt. An der Stammspitze werden zahlreiche, bis 50 Zentimeter lange Zweige ausgebildet, die sich weiter verzweigen. Die linealischen Blätter werden bis 60 Millimeter lang und 8 Millimeter breit. Sie sind bis 10 Millimeter lang gestielt.
Der Blütenstand besteht aus zwei bis sechs büschelartig zusammenstehenden Cymen, die bis zu fünffach gegabelt sind. Der Blütenstandstiel wird bis zu 4 Zentimeter lang. Die Cyathien erreichen einen Durchmesser von 2 Millimeter. Es werden zwei röhrenartige Nektardrüsen ausgebildet, die bis 2,5 Millimeter lang werden. Der zurückgebogene Blütenstiel wird bis 7 Millimeter lang. Der konische Samen wird 3 Millimeter lang und 2 Millimeter breit. Es besitzt eine horizontale Einschnürung.

## Verbreitung und Systematik
Euphorbia etuberculosa ist im Nordwesten von Somalia auf steinigen Böden mit Akaziengebüsch in Höhenlagen von 90 bis 865 Meter verbreitet.
Die Erstbeschreibung der Art erfolgte 1985 durch Peter René Oscar Bally und Susan Carter Holmes.